# Sami Herzog
Sami Herzog (Monaco di Baviera, 25 febbraio 2000) è un attore tedesco.

## Biografia
Iniziò a studiare recitazione fin dall'infanzia e all'età di 7 anni fu notato da una compagnia di produzione dando il via alla sua gavetta.

## Carriera
Nel 2009, a 9 anni, debuttò al cinema interpretando Leo, fratello di Martina, in Maga Martina e il libro magico del draghetto. In seguito, ha abbandonato un po' il cinema passando alla televisione prendendo parte come guest star in alcune serie come Squadra Speciale Stoccarda.

## Filmografia parziale

### Cinema
- Maga Martina e il libro magico del draghetto (2009)

### Televisione
- Squadra Speciale Stoccarda (1 episodio, 2012)
- Kommissarin Lucas (1 episodio, 2014)